# Legendary Entertainment
Legendary Entertainment ist eine US-amerikanische Filmproduktionsgesellschaft mit Sitz im kalifornischen Burbank. Bekannt wurde das Unternehmen auch unter dem Namen der Tochterfirma Legendary Pictures.

## Geschichte
Legendary Entertainment wurde von Thomas Tull gegründet und war das erste Unternehmen seiner Art, das große Hollywood-Filme durch Privatkapital und Hedge-Fonds-Investoren finanziert. Das brachte ihm 2005 den Titel „Media / Entertainment Deal of the Year“ vom IDD Magazine ein. Zu den Investoren gehört unter anderen die Bank of America.
2005 schloss die Firma einen Vertrag mit Warner Bros. Entertainment ab, laut dem Legendary Entertainment in einem Zeitraum von sieben Jahren die Co-Finanzierung und Co-Produktion von 40 Warner-Bros.-Filmen übernahm. Die kommerziell erfolgreichsten Filme aus dieser Phase waren die fünf gemeinsam mit Syncopy Films produzierten Filme von Christopher Nolan (weltweites Einspielergebnis: fast 4 Milliarden US-Dollar) und die drei mit Green Hat Films produzierten Filmkomödien von Todd Phillips (weltweites Einspielergebnis: über 1,2 Milliarden US-Dollar).
2010 wurde ein eigener Comicverlag unter dem Namen Legendary Comics gegründet.
Nachdem der Vertrag mit Warner Bros. ausgelaufen war, ging Legendary Entertainment ab 2014 eine Partnerschaft mit Universal Pictures ein. Der Vertrag war auf fünf Jahre angelegt. Im Jahr 2015 hatten von Legendary produzierte Filme ein weltweites Box Office von mehr als 12 Milliarden US-Dollar erwirtschaftet.
Am 11. Januar 2016 gab die chinesische Wanda Group bekannt, dass sie sich mit den Anteilseignern auf einen Erwerb von Legendary Entertainment zum Preis von 3,5 Milliarden Dollar geeinigt habe.
Im Januar 2017 trat Thomas Tull von seinem Posten als CEO zurück. Interimsweise übernahm Wanda-Manager Jack Gao die Leitung des Unternehmens. Im Dezember 2017 wurde Josh Grode als neuer CEO bekannt gegeben.

## Filmografie (Auswahl)
| Jahr | Titel                                                                     | Regie                   |
| ---- | ------------------------------------------------------------------------- | ----------------------- |
| 2005 | Batman Begins                                                             | Christopher Nolan       |
| 2006 | Superman Returns                                                          | Bryan Singer            |
| 2006 | Das Mädchen aus dem Wasser (Lady in the Water)                            | M. Night Shyamalan      |
| 2006 | Lucas, der Ameisenschreck (The Ant Bully)                                 | John A. Davis           |
| 2006 | Bierfest (Beerfest)                                                       | Jay Chandrasekhar       |
| 2006 | Sie waren Helden (We Are Marshall)                                        | McG                     |
| 2007 | 300                                                                       | Zack Snyder             |
| 2008 | 10.000 B.C.                                                               | Roland Emmerich         |
| 2008 | The Dark Knight                                                           | Christopher Nolan       |
| 2009 | Watchmen – Die Wächter (Watchmen)                                         | Zack Snyder             |
| 2009 | Shopping-Center King – Hier gilt mein Gesetz (Observe and Report)         | Jody Hill               |
| 2009 | Hangover (The Hangover)                                                   | Todd Phillips           |
| 2009 | Trick ’r Treat                                                            | Michael Dougherty       |
| 2009 | Wo die wilden Kerle wohnen (Where the Wild Things Are)                    | Spike Jonze             |
| 2009 | Ninja Assassin                                                            | James McTeigue          |
| 2010 | Kampf der Titanen (Clash of the Titans)                                   | Louis Leterrier         |
| 2010 | Inception                                                                 | Christopher Nolan       |
| 2010 | Jonah Hex                                                                 | Jimmy Hayward           |
| 2010 | The Town – Stadt ohne Gnade (The Town)                                    | Ben Affleck             |
| 2010 | Stichtag (Due Date)                                                       | Todd Phillips           |
| 2011 | Sucker Punch                                                              | Zack Snyder             |
| 2011 | Hangover 2 (The Hangover Part II)                                         | Todd Phillips           |
| 2012 | Zorn der Titanen (Wrath of the Titans)                                    | Jonathan Liebesman      |
| 2012 | The Dark Knight Rises                                                     | Christopher Nolan       |
| 2013 | Jack and the Giants (Jack the Giant Slayer)                               | Bryan Singer            |
| 2013 | 42 – Die wahre Geschichte einer Sportlegende (42)                         | Brian Helgeland         |
| 2013 | Hangover 3 (The Hangover: Part III)                                       | Todd Phillips           |
| 2013 | Man of Steel                                                              | Zack Snyder             |
| 2013 | Pacific Rim                                                               | Guillermo del Toro      |
| 2014 | 300: Rise of an Empire                                                    | Noam Murro              |
| 2014 | Godzilla                                                                  | Gareth Edwards          |
| 2014 | Katakomben (As Above, So Below)                                           | John Erick Dowdle       |
| 2014 | Dracula Untold                                                            | Gary Shore              |
| 2014 | Interstellar                                                              | Christopher Nolan       |
| 2014 | Unbroken                                                                  | Angelina Jolie          |
| 2014 | Seventh Son                                                               | Sergei Bodrov           |
| 2014 | Blackhat                                                                  | Michael Mann            |
| 2015 | Jurassic World                                                            | Colin Trevorrow         |
| 2015 | Straight Outta Compton                                                    | F. Gary Gray            |
| 2015 | Steve Jobs                                                                | Danny Boyle             |
| 2015 | Crimson Peak                                                              | Guillermo del Toro      |
| 2015 | Krampus                                                                   | Michael Dougherty       |
| 2016 | Warcraft: The Beginning (Warcraft)                                        | Duncan Jones            |
| 2016 | Spectral                                                                  | Nic Mathieu             |
| 2016 | The Great Wall                                                            | Zhang Yimou             |
| 2017 | Kong: Skull Island                                                        | Jordan Vogt-Roberts     |
| 2018 | Pacific Rim: Uprising                                                     | Steven S. DeKnight      |
| 2018 | Jurassic World: Das gefallene Königreich (Jurassic World: Fallen Kingdom) | Juan Antonio Bayona     |
| 2018 | Skyscraper                                                                | Rawson Marshall Thurber |
| 2019 | Pokémon: Meisterdetektiv Pikachu (Pokémon: Detective Pikachu)             | Rob Letterman           |
| 2019 | Godzilla II: King of the Monsters                                         | Michael Dougherty       |
| 2021 | Dune                                                                      | Denis Villeneuve        |
| 2024 | Brothers                                                                  | Max Barbakow            |
| 2025 | Ein Minecraft Film (A Minecraft Movie)                                    | Jared Hess              |